# Morgonda

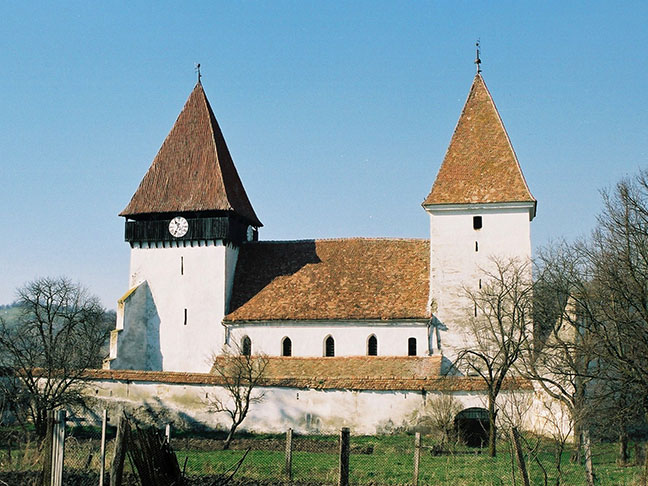
Az erődtemplom

Morgonda (románul: Merghindeal, németül: Mergeln, szászul Märjeln) falu Romániában, Szeben megyében, az azonos nevű község központja.

## Fekvése
A megyeszékhely Nagyszebentől északkeletre 58 kilométernyire, Szentágota városától keletre 8 km-re fekszik, a Hortobágy folyó völgyében. A községhez tartozó Lesses falu határában van Románia mértani középpontja.

## Nevének eredete
Magyar és román neve a németből való, az pedig eredetileg egy, a köznyelvi Marienthal 'Mária-völgy' összetételnek megfelelő nyelvjárási alak lehetett. Először 1332-ben, Vallis Marie alakban jegyezték fel. Későbbi névalakjai: Mergental (1355), Mergindealu (1434), Mergendal és Margendal (1494), Margandal (1496), Morgonda (1506), Morgenda (1531), Megenthaimb (1600), Morgondal (1733), Mergindyal (1750), Mergyendyal (1839) és Mergeln (1854).

## Története
Szász alapítású nagysinkszéki falu volt. Morgondai néven is szereplő gerébcsaládjának tagjai 1432 és 1560 között olyan gyakran töltötték be a szék királybírói tisztjét, hogy egyik tagjuk 1532-ben, családi örökségként magának követelte azt. Johannes morgondai geréb 1444-ben megkapta Volkány falut. Egy másik Johannes és Mihály 1467-ben részt vettek a Mátyás elleni felkelésben. Morgondai Mihály 1487-ben fegyveresen támadta meg az eceli gerébek birtokait. Az 1526-ban kitört trónharcok idején az akkor már három ágra szakadt család faluban élő ágának utolsó férfi tagját, a Szapolyai-párti Jánost szekerén Nagyszeben felé tartva a Ferdinánd-párti Sigmund Groß, Georg von Reicherstorffer bizalmasa megtámadta és lefejezte. A morgondai parasztok ezt kihasználva, 1528-ban felpanaszolták, hogy a család régi időktől kezdve kisajátította szántóföldjeiket, erdeiket és malmaikat. Ebből arra következtethetünk, hogy a Morgondaiak a korábban szabad jogállású morgondai szászokat, valószínűleg a 15. század első felében jobbágyi vagy féljobbágyi függésbe taszították.
A falut 1500-ban hatvan gazda, négy pásztor és három szegény családfő lakta. A morgondaiak 1566-ban megtámadtak egy környéken portyázó török csapatot. 53 törököt megöltek és 17 szász foglyot kiszabadítottak. A falut 1600-ban Vitéz Mihály katonái dúlták fel, jelentős kárt okozva a templomban. A gerébeknek végső fiúági kihalásuk után, a 17. század első felében a családba benősülő Domokos Ferenc lépett örökébe. A faluban letelepedő magyar nemes a magukat szabadparasztnak tartó szászok földesuraként viselkedett. A morgondaiak azonban megtagadták, hogy neki fizessék a tizedet, és felpanaszolták, hogy házát nemesi portaként adómentesnek tekinti. A község és a Domokos család pereskedése 1651-től megszakítással egészen 1848-ig tartott. A község ugyan 1777-ben megvásárolta a család falubeli birtokát, de 1818-ban újabb örökös tűnt fel, aki per útján kívánta érvényesíteni földesúri jogait.
Lakói 1836-ban összetűztek a faluba érkező sorozóbizottsággal. A faluközpontba a 19. század első felében kezdtek beköltözni az addig a peremen élő románok, majd a század vége felé a korábban román falurészeket cigányok kezdték elfoglalni. 1876-ban Nagy-Küküllő vármegyéhez csatolták. Határát 1887 és 1894 között tagosították. 1937-ben a 6146 holdnyi terület 27%-a volt szántó, 21%-a legelő, 20%-a erdő és 13%-a legelő. A földművelés és szarvasmarhatartás mellett jelentős gazdasági ágnak számított a gyümölcstermesztés is.
1850-ben 1106 lakosából 666 volt német, 329 román és 110 cigány nemzetiségű; 666 evangélikus és 439 ortodox vallású.
2002-ben 733 lakosából 566 volt román, 127 cigány, 22 magyar és 17 német nemzetiségű; 701 ortodox és 18 evangélikus vallású.

## Látnivalók
- Evangélikus temploma eredetileg háromhajós, román stílusú bazilikális templomnak épült 1280 körül. A főhajót és a mellékhajókat öt félkörív választotta el egymástól, és a pillérek alapzata ma is látható a templombelső padlózatán. Eredeti formájában maradt meg a kórus boltozata, a diadalív és részben az északi és a déli kapuzat. 1500 körül nagyszabású erődítési munkálatokat hajtottak rajta végre. A harangtornyot átépítették, védőemelettel, szuroköntőkkel és két támpillérrel látták el, elválasztották a templomtértől és mellette a mellékhajók végződését elbontották. Ugyancsak elbontották a hajók apszisát. A kórus fölé erődszerű, négyszögletű tornyot emeltek. A nyugati kapuzatot átalakították. A templomot négy saroktoronnyal ellátott védőfallal vették körül. 1600-ban Vitéz Mihály serege pusztította a falut, ekkor a főhajó boltozata is elpusztult. A helyreállítással 1634-re készültek el. További átépítések zajlottak le 1732-ben és 1773-ban. Ezek során az ablakokat is átalakították. A főhajó mai mennyezete 1803-ban készült el. A védőfal egy része 1969-ben beomlott. Korábbi négy védőtornyából kettő maradt meg, az is csonkán. Az erőd északnyugati oldalán 1969–70-ben a vasárnapi iskolát befogadó épületet emeltek. Oltára barokk, 1794-ben készült. Egy harangját a 13–14., a másik kettőt a 15. században öntötték.[3]
- Thomas Quibb-ház (volt községháza, 19. század).

## Képek

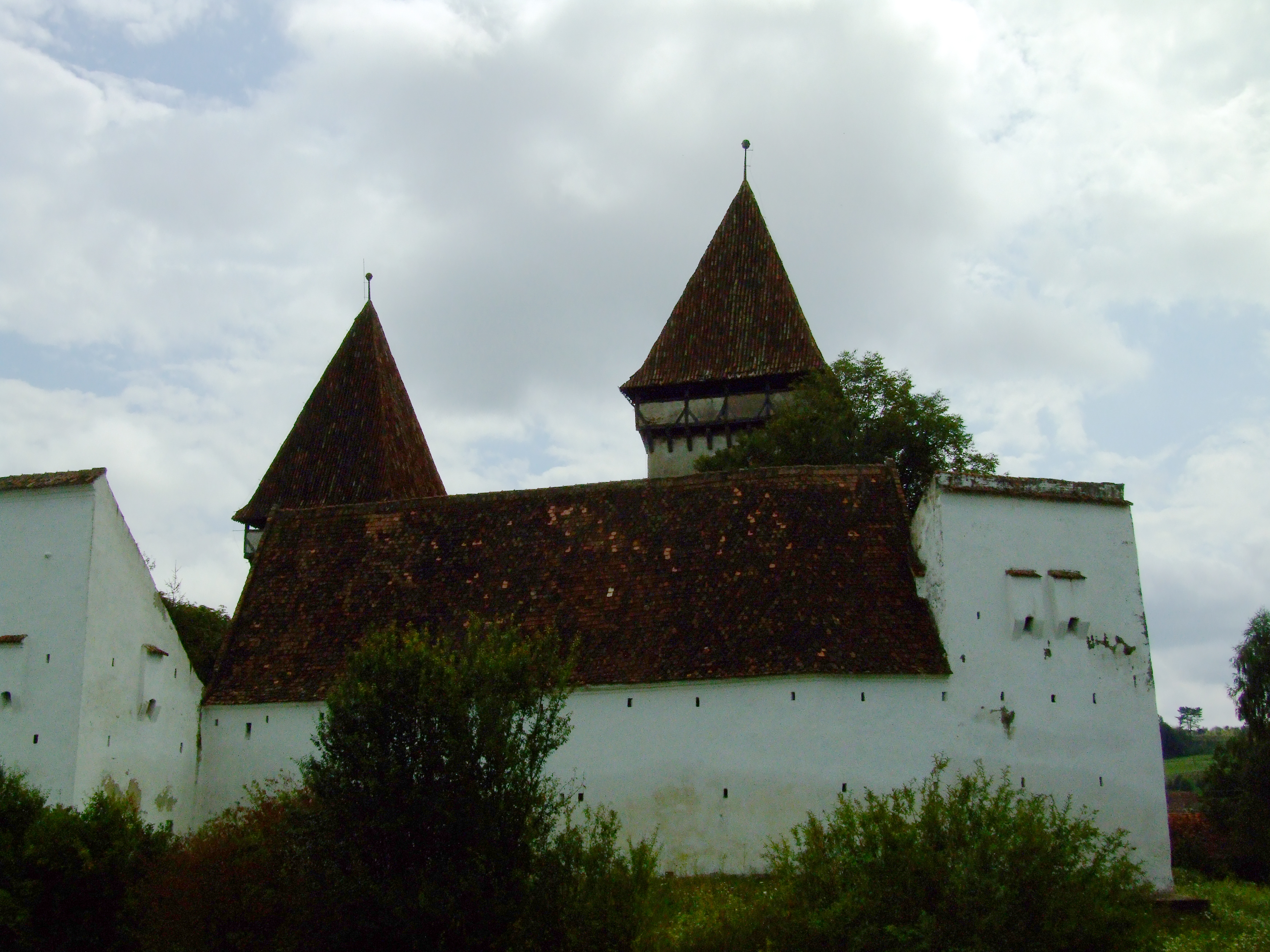
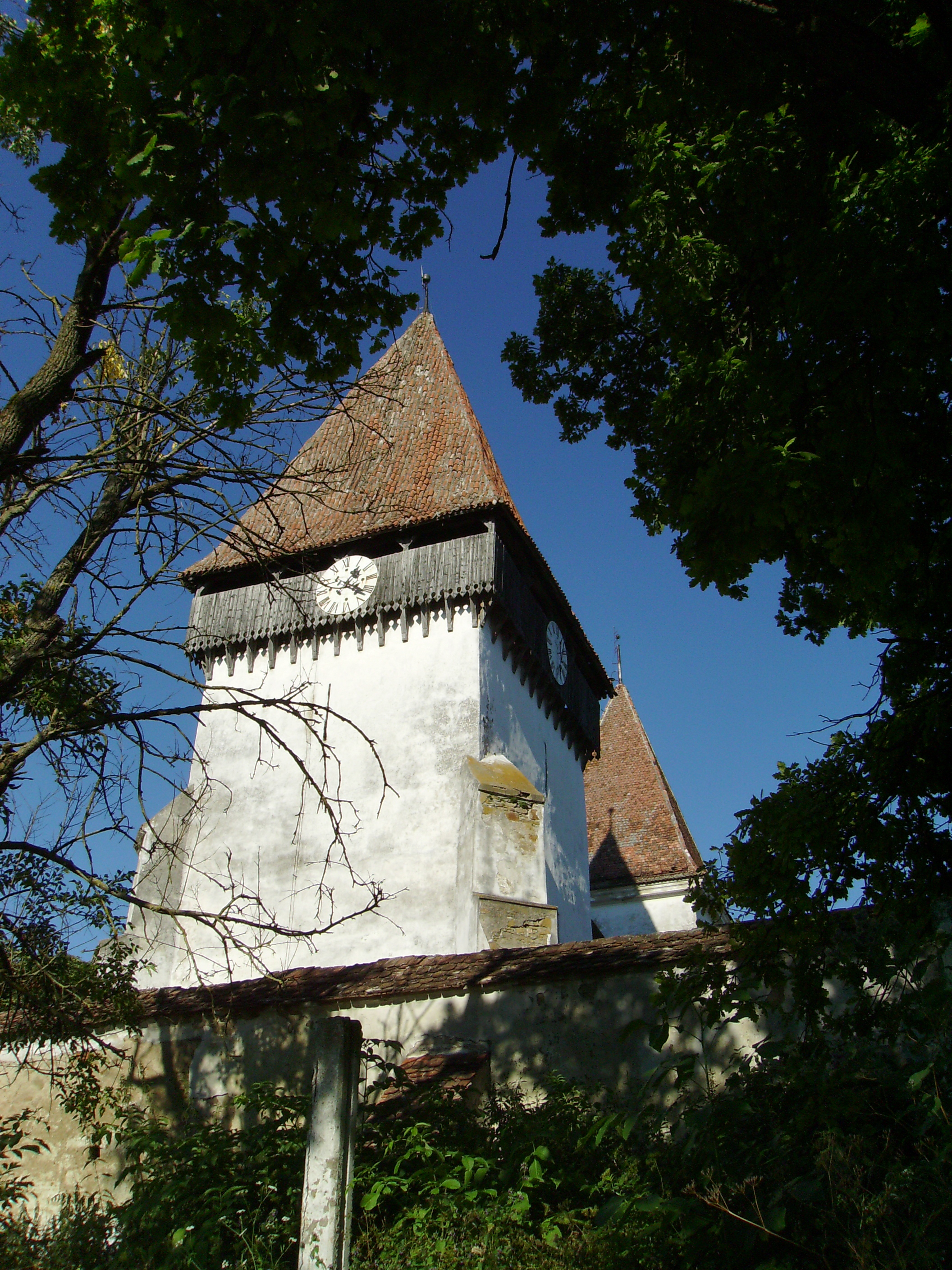
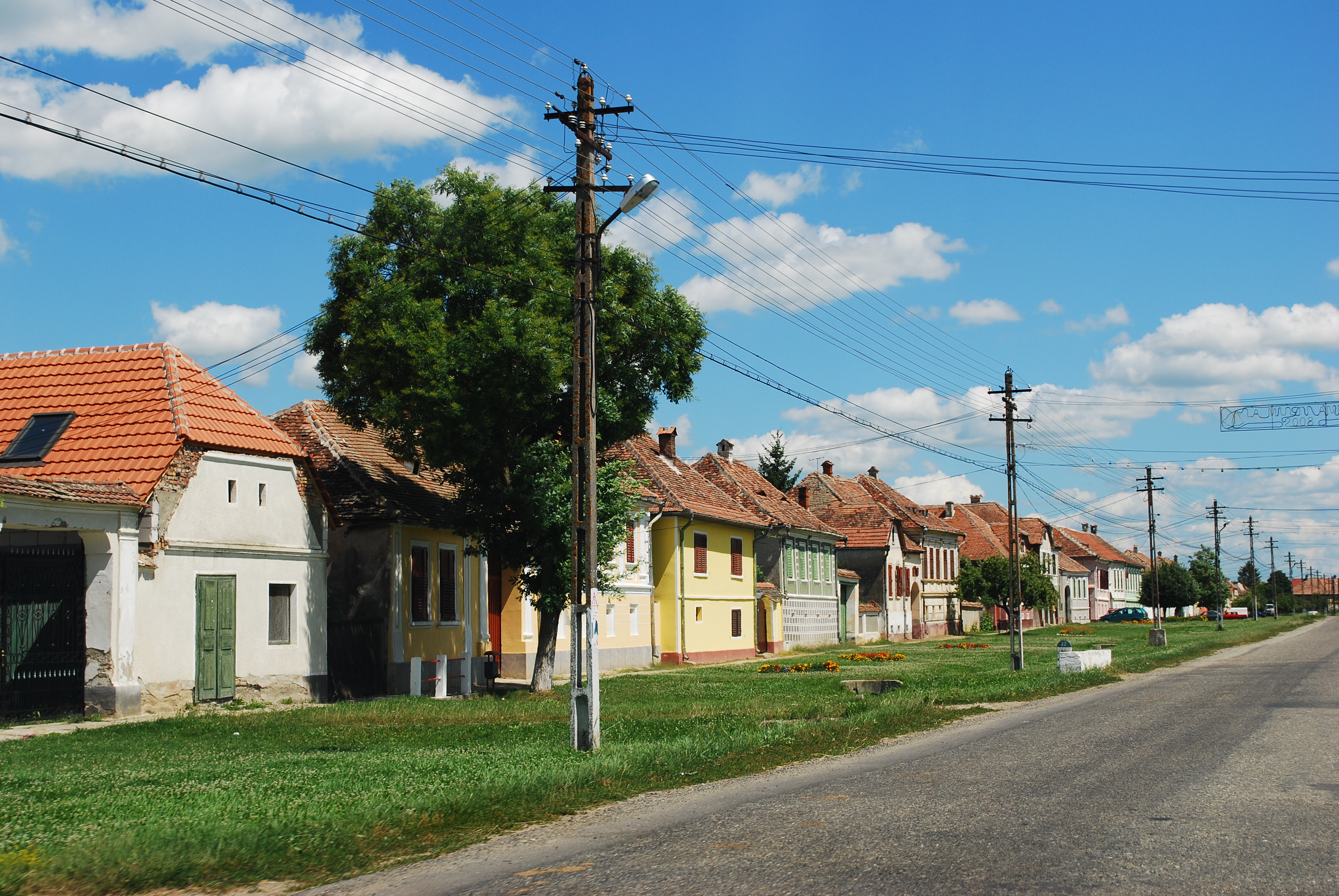
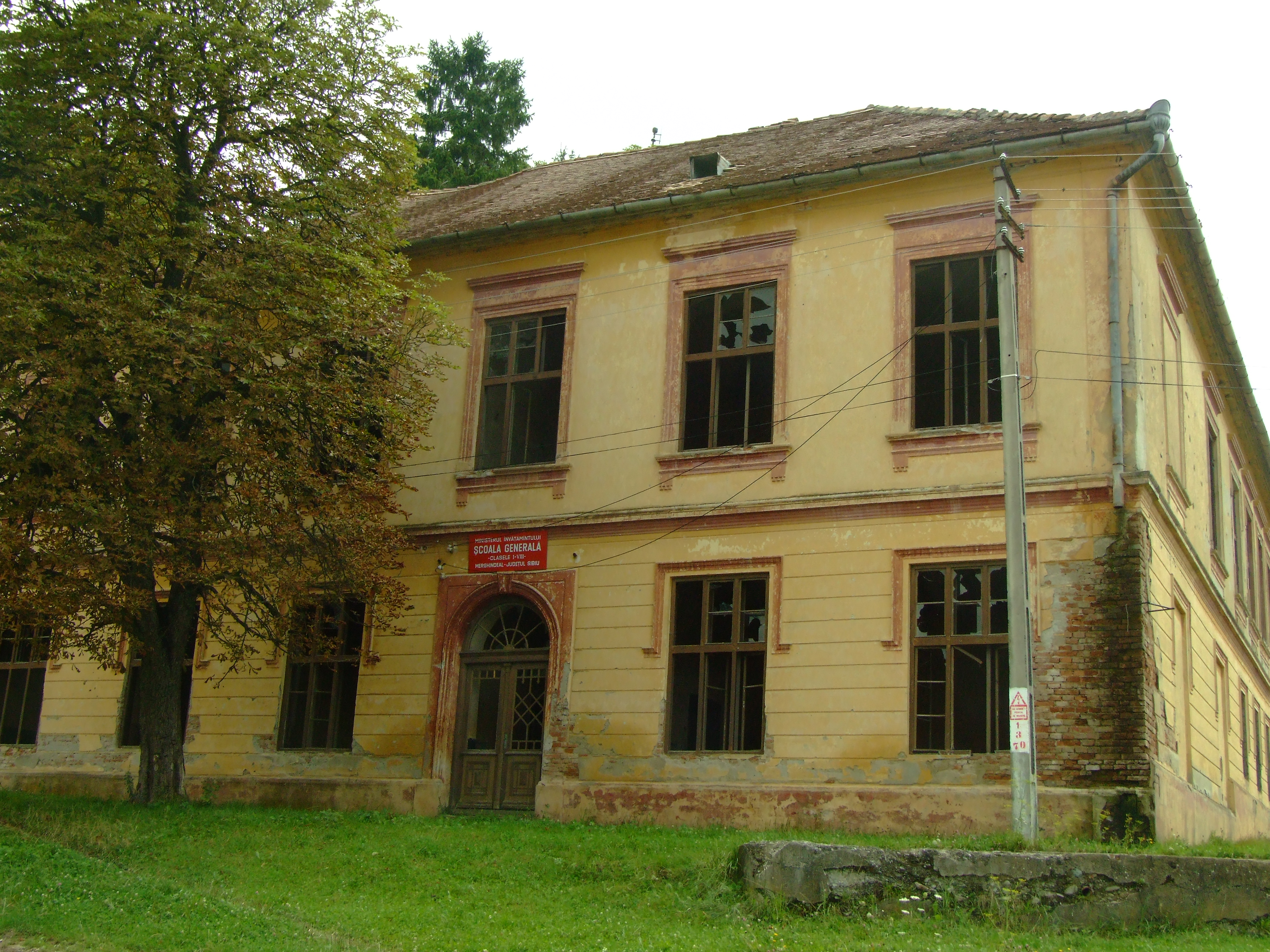
Az iskola gondozatlan épülete